# Trestonia nivea
Trestonia nivea là một loài bọ cánh cứng trong họ Cerambycidae.